# Cấy ghép não
Ghép não hoặc cấy ghép não là một thủ tục trong đó bộ não của một sinh vật được cấy vào cơ thể của một sinh vật khác. Đây là một thủ tục khác biệt với cấy ghép đầu, trong đó liên quan đến việc chuyển toàn bộ đầu đến một cơ thể mới, trái ngược với chỉ ghép bộ não. Về mặt lý thuyết, một người bị suy cơ quan tiến triển có thể được chuyển qua một cơ thể mới và hoạt động trong khi vẫn giữ được cá tính, kỷ niệm và ý thức riêng của họ thông qua một quy trình như vậy.
Không có ca phẫu thuật cấy ghép não người nào đã từng được tiến hành. Bác sĩ giải phẫu thần kinh Robert J. White đã ghép đầu khỉ vào cơ thể không đầu của một con khỉ khác. Các chỉ số EEG cho thấy não bộ sau đó hoạt động bình thường. Người ta cho rằng não bộ là một cơ quan có đặc quyền miễn dịch, vì hệ thống miễn dịch của vật chủ không tấn công nó ngay lúc đầu, nhưng sự đào thải miễn dịch khiến cho con khỉ chết sau 9 ngày. Cấy ghép não và các khái niệm tương tự cũng đã được khám phá trong các tác phẩm khoa học viễn tưởng khác nhau.

## Những thách thức hiện tại
Một trong những rào cản quan trọng nhất đối với thủ thuật là không có khả năng mô thần kinh lành lại; mô thần kinh bị cắt dán (sẹo) không truyền tín hiệu tốt (đây là lý do tại sao tổn thương tủy sống mang tính rất tàn phá). Nghiên cứu tại Viện Wistar thuộc Đại học Pennsylvania liên quan đến chuột tái tạo mô (được gọi là chuột MRL) có thể cung cấp hướng đi để nghiên cứu thêm về cách tái tạo dây thần kinh mà không bị sẹo. Có thể là một vết cắt hoàn toàn sạch sẽ không tạo ra mô sẹo.
Ngoài ra, một giao diện não-máy tính có thể được sử dụng kết nối chủ thể với cơ thể của chính họ. Một nghiên cứu sử dụng một con khỉ làm thí nghiệm cho thấy rằng có thể trực tiếp sử dụng các lệnh từ não, bỏ qua tủy sống và kích hoạt chức năng tay. Một lợi thế là giao diện này có thể được điều chỉnh sau khi các can thiệp phẫu thuật được thực hiện, nơi các dây thần kinh không thể kết nối lại mà không cần phẫu thuật.
Ngoài ra, đối với các thủ tục để thực tế, tuổi của cơ thể được hiến tặng phải là đủ: một bộ não người lớn không thể phù hợp với một hộp sọ đã không đạt được sự tăng trưởng đầy đủ của nó, tối thiểu ở độ tuổi 9-12.